# Palau Dalmases
El Palau Dalmases és un edifici situat als carrers de Montcada, 20 i dels Banys Vells, 13 de Barcelona, catalogat com a bé cultural d'interès local.

## Història
La finca actual és el resultat de la unió de tres designes (parcel·les), la propietat de les quals va ser reunida per Bernat de Boixadors i d'Erill, primer comte de Savallà. El 1585, va adquirir una casa del carrer dels Banys Vells, on hi havia l'Hostal de Vic, per agnició de bona fe del doctor en teologia Pere Benet Santamaria i Figueras de l'establiment emfitèutic que li havia fet el mercader Antoni Rosselló. L'any següent, va heretar del seu pare Joan Lluís de Boixadors i de Requesens una altra casa al carrer de Montcada, i el 1612 va adquirir la casa contigua per la banda de muntanya a Caterina Vila i al seu marit Joan Tomàs de Queralt, per 1.500 lliures.
Fou succeït pel seu fill Joan de Boixadors i de Pax, segon comte de Savallà, casat amb Elisabet de Rocaberti í de Pacs, que el 1622 van vendre la casa del carrer de Montcada situada més al sud a Francesc de Grimau i de Llupià, natural de Perpinyà, per 3.000 lliures. L'any següent, el matrimoni li establiren en emfiteusi la casa situada més al nord a cens de 71 lliures i 15 sous. Finalment, el 1624 li van vendre la casa del carrer dels Banys Vells. El seu fill Aleix de Grimau i de Vilafranca es va casar amb Marina de Llupià i de Pagès i morí el 1641, presumiblement a causa de les ferides rebudes durant el setge de Tarragona. El seu pare va morir el 1644, i la seva mare Anna Maria de Vilafranca el 1646, i l'hereu fou Lluís de Grimau i de Llupià, segon fill mascle d'Aleix i Marina, que morí el 1567, deixant com a hereva la seva mare. A la mort d'aquesta, la propietat passaria a mans de la seva filla Marianna de Grimau i de Llupià, casada amb Francisco Fernández de Córdoba-Mendoza, segon comte de Torralba, i la parella residia a Jaén.
Afectada pels bombardeigs del setge de Barcelona de 1697, la finca (sobretot la casa gran del carrer de Montcada) quedà en estat de ruïna i finalment, el 6 de gener del 1698, el canonge de la Seu Dalmau de Copons i de Grimau, com a procurador de l'hereu José Francisco Ildefonso Fernández de Córdoba-Mendoza y Grimau, comte de Torralba i vescomte de las Torres, la va vendre al comerciant Pau de Dalmases i Castells (àlies Ros), baró de Pierola i de Villalonga i membre d'una família de Sant Martí Sesgueioles, que la va fer reconstruir quasi de bell nou. La qualitat artística dels acabats, així com l'interessant contingut iconogràfic de les seves ornamentacions, permeten suposar que el seu fill, l'intel·lectual Pau Ignasi de Dalmases i Ros (1670-1722), tingué certa ascendència en l'elecció del programa decoratiu i la temàtica escultòrica del palau. Pau Ignasi, que havia estat nomenat cavaller per Carles II, marquès de Vilallonga per Carles III l'Arxiduc i ambaixador a Anglaterra durant la Guerra de Successió Espanyola, hi fundà l'Acadèmia dels Desconfiats amb tretze intel·lectuals més.
El 1732, el seu fill Ramon de Dalmases i de Vilana (1700-1740), fundador de l'Acadèmia de les Bones Lletres, va pagar les obres fetes a la botiga ocupada pel «veler» (teixidor de seda) Sebastià Canals. El 1782, el seu fill Ramon de Corbera-Dalmases i Terré va demanar permís per a obrir dues portes amb vela al carrer de Montcada per a una botiga, i novament el 1789 per a obrir una finestra al carrer dels Banys Vells. Posteriorment, Josep Maria de Dalmases i de Gomar (1795-1858), net de l'anterior, realitzà una gran reforma de la planta noble, contractant el pintor Pau Rigalt per a ennoblir el saló principal. Morí el 1858 i en el seu testament nomenà hereva universal la seva neta Maria del Carme de Dalmases i d'Olivart, que el 1916 va rebre el títol de marquesa de Vilallonga per rehabilitació del rei Alfons XIII.
El 1872 s'hi instal·là l'adrogueria a l'engròs d'Alomar i Uriach, societat formada pel farmacèutic Joaquim Alomar i Font i l'adroguer Joan Uriach i Feliu. El 10 d'octubre del 1889, un incendi al magatzem, situat als baixos del palau, va provocar la mort de dos dependents i ferides greus a un altre, i l'any següent, l'arquitecte Josep Pellicer reconstruí una gran part de la planta noble, que hi havia resultat afectada.
El 1959 s'hi va realitzar una intervenció a càrrec de l'arquitecte Adolf Florensa i Ferrer, cap del Servei Municipal de Conservació i Restauració de Monuments, que va reconstruir dues finestres de la planta baixa: «Solamente en los bajos las inevitables tiendas habían destrozado la mayoría de las ventanas, pero el movimiento de dignificación de la calle le ha llegado también y el mismo propietario tomó la iniciativa de reponerlas». Les obres van ser sufragades pel marquès Josep de Fontcuberta i de Casanova, que el 1961 va cedir la planta noble a Òmnium Cultural, on tingué la seva seu central fins a l'any 2002. Entre 1962 i 1982, també s'hi allotjà l'Institut d'Estudis Catalans.

## Descripció
Es tracta d'un gran casal amb la façana principal afrontada al carrer de Montcada, un pati central i una façana posterior sobre un pati posterior elevat. Consta de planta baixa amb altell, planta noble, una planta i unes golfes sota coberta a doble vessant. L'accés principal dona pas a una zona de vestíbul i a un pati central quadrangular d'àmplies dimensions en el qual sorgeix l'escala vers la planta noble.
La façana orientada al carrer de Montcada està realitzada íntegrament en pedra de Montjuïc i articula les seves obertures en set eixos verticals que no tenen correspondència amb l'organització de la planta baixa, molt interactuada al llarg dels anys. La planta baixa destaca per la presència del portal principal, amb la llinda i els brancals profusament ornamentats amb motllures, i per les restes de les finestres de l'altell que antigament recorria tot el nivell. Totes les obertures presenten llur emmarcament ricament motllurat i, les de la planta noble, queden protegides per un guardapols amb culs-de-llàntia ornats amb motius rocalla. Els balcons de la casa destaquen per les seves llindes monolítiques i les seves baranes de ferro forjat amb els angles helicoidals. La façana queda rematada per les petites finestres de les golfes, les llindes de les quals sostenen una potent cornisa de la que sobresurten unes grans gàrgoles zoomorfes.
El pati central és l'espai més conegut i celebrat de la casa. Es tracta d'un espai quadrangular al voltant del qual es distribueixen les dependències de la planta baixa, per mitjà de grans arcs rebaixats sobre columnes toscanes. Tanmateix, l'element més significatiu d'aquest pati és la gran escala que, protegida dins les crugies circumdants, mena al vestíbul de la planta noble. L'escala és visible des del pati a través de dos grans arcs rebaixats i rampants que se sostenen sobre columnes salomòniques i una barana de pedra amb relleus esculpits que representen el Rapte d'Europa i el Triomf de Neptú. Aquest espai esdevé la millor producció domèstica barroca, no només pel refinament i l'abundància de la seva decoració, sinó pel precís treball estereotòmic i projectual que representà.
El saló principal, situat a la planta noble, mesura 85 m² i la seva projecció vertical ocupa dos nivells de la casa, prenent unes dimensions gairebé impensables des de l'exterior. Les parets es presenten totalment recobertes de decoració pictòrica de regust neoclàssic i desenvolupant una iconografia mitològica. Realitzades pel famós decorador de principis del segle xix Pau Rigalt, les pintures que decoren els murs mostren una gran galeria de columnes jòniques d'ordre gegant, escultures sobre pedestals i cortinatges, formant un monumental trompe-l'oeil que amplia la sensació de grandiositat de l'espai. La volta del saló, realitzada amb un complex fals sostre de fusta, acull una gran al·legoria que mostra el carro d'Apol·lo i les parques en un celatge emmarcat d'elements escultòrics en trompe-l'oeil.
La capella és una de les estances més petites de la planta noble, però també una de les més interessants, per estar coberta amb una volta d'aresta feta de plaques de guix i ricament ornada amb tota mena de nervadures i àngels músics. Podria tractar-se d'un dels primers exemples de decoració neogòtica realitzats a la Catalunya del segle xix.
El pati posterior, dins la tradició dels jardins elevats del barroc barceloní, és un gran espai obert de quasi 300 m² i que es concebé com una prolongació de la planta noble. La façana orientada al pati presenta les seves obertures perfectament alineades i inscrites en un mur revestit de morter. L'element més interessant del pati és la font ornamental de marbre blanc, un exemplar únic pel barroc català, que recull tot tipus d'ornamentació rocalla i al·legories mitològiques esculpides.

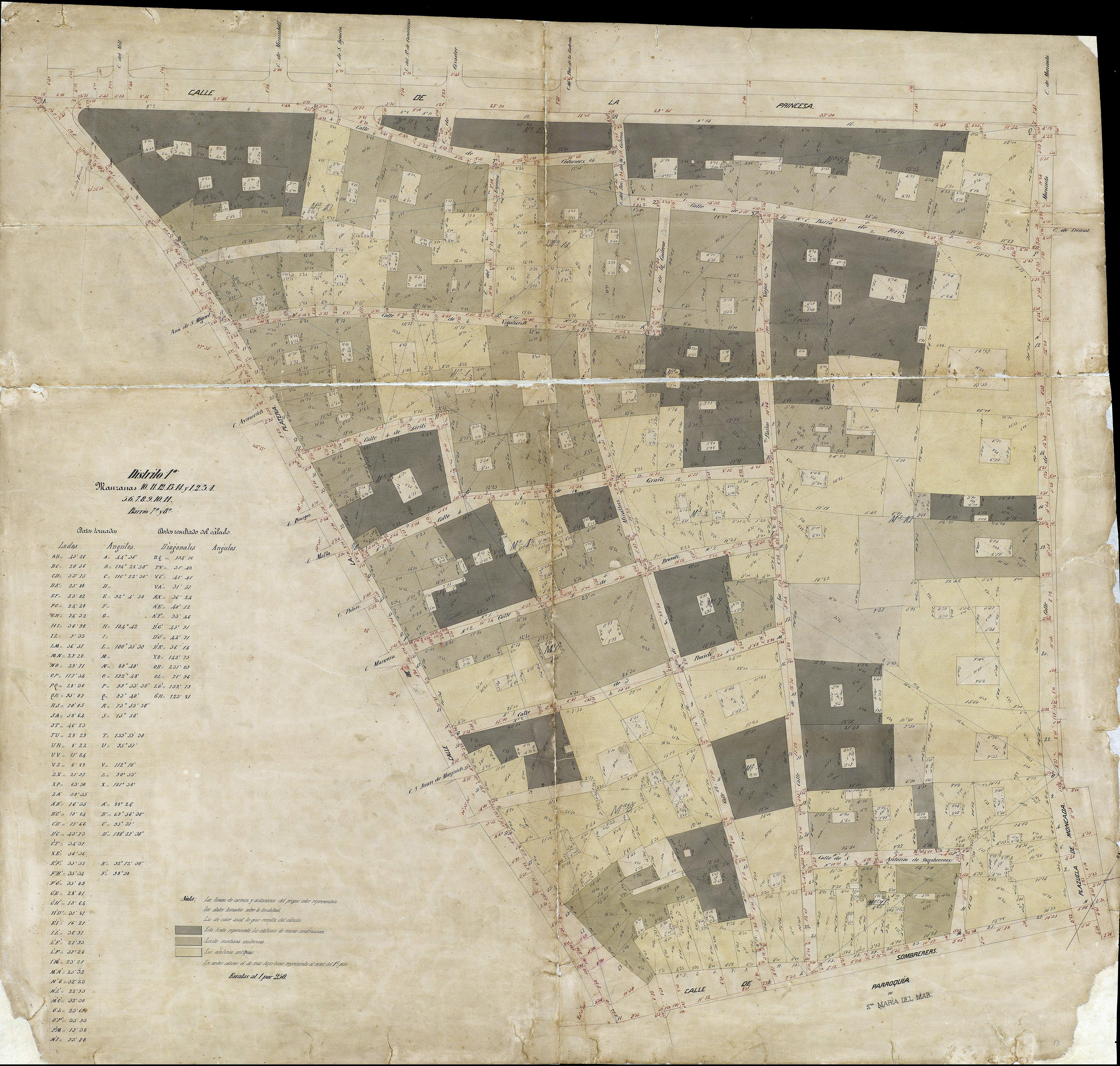
Quarteró núm. 13 de Garriga i Roca (c. 1860)